# Nadir Lamyaghri
Nadir Lamyaghri (Casablanca, 13 februari 1976) is een Marokkaans voormalig voetballer (doelman). Hij speelde het langst bij Wydad Casablanca.

## Interlandcarrière
Hij werd door interim-coach Jamal Fathi opgeroepen om aan te treden voor de Marokkaanse nationale ploeg voor de kwalificatiewedstrijden tegen Ethiopië, Mauritanië en Rwanda.